# George Jefferson (atleta)
George Gordon Jefferson (Inglewood, 28 febbraio 1910 – 13 febbraio 1996) è stato un astista statunitense.

## Palmarès

### Olimpiadi
- Bronzo a Los Angeles 1932 nel salto con l'asta.